# DeVante Parker
DeVante Parker (Louisville, 20 gennaio 1993) è un ex giocatore di football americano statunitense che ha militato nel ruolo di wide receiver per i Miami Dolphins, i New England Patriots e i Philadelphia Eagles nella National Football League (NFL). Scelto dai Dolphins nel corso del primo giro (14º assoluto) del Draft NFL 2015, in precedenza aveva giocato a football per i Cardinals dell'Università di Louisville.

## Carriera universitaria
Dopo aver giocato a football per la Mike Jackson at Ballard High School della sua città natale, Louisville, presso la quale si cimentò non solo nel football ma anche in varie discipline dell'atletica leggera e nella pallacanestro e fu eletto due volte All-State, Parker fu elencato al 26º posto tra i migliori prospetti della nazione nel ruolo di wide receiver da Scout.com ed al 77º posto della stessa graduatoria da Rivals.com, dal quale fu anche elencato al 5º posto tra i migliori prospetti provenienti dal Kentucky. Parker ricevette quindi proposte per una borsa di studio dall'Università del Kentucky, Università dell'Indiana e dalla University of Central Florida, alle quali però preferì l'università della sua città.
Come freshman, Parker prese parte ad 11 incontri, terminando al 6º posto in squadra con 18 ricezioni per 291 yard ed al 1º con 6 touchdown ricevuti. L'anno seguente prese parte a tutti i 13 incontri della stagione guidando la squadra con 744 yard e 10 touchdown su 40 ricezioni. I 10 touchdown in particolare rappresentarono il miglior risultato ateneo dal 1998 e 6 di essi arrivarono in altrettante partite consecutive. Egli si distinse anche nel più importante bowl conquistato da Louisville dal 2007, lo Sugar Bowl, nel quale sul finire del 2º quarto ricevette dal compagno di squadra Teddy Bridgewater un passaggio da touchdown da 15 yard. Louisville avrebbe poi battuto i Florida Gators 33-23.
Nel suo anno da junior, Parker prese parte a 12 incontri stagionali saltando il solo match contro gli UCF Knights. Ciò tuttavia non gli impedì di totalizzare 55 ricezioni per 885 yard e soprattutto 12 touchdown, risultato quest'ultimo col quale stabilì il nuovo record ateneo e guidò la ACC posizionandosi inoltre al 10º posto a livello nazionale. Ancora una volta mise anche la firma in un bowl di fine stagione, facendo segnare il proprio record in carriera di 142 yard ed un touchdown ricevuti da Bridgewater, nella vittoria per 36-9 al Russell Athletic Bowl contro i Miami Hurricanes. Dopo aver deciso di rimanere a Louisville anche per l'ultimo anno e rimandare al 2015 la sua eleggibilità per il Draft NFL, Parker era considerato dagli addetti ai lavori come uno dei ricevitori da cui ci si aspettava di più durante la stagione collegiale 2014, tanto da essere inserito nel primo gruppo dei ricevitori della lista degli osservati per il Fred Biletnikoff Award, ma fu vittima di un infortunio ad un piede che gli fece perdere i primi 5 incontri della stagione. Rientrato in un primo momento contro i Syracuse Orange il 3 ottobre, saltò il match contro i Clemson Tigers la settimana seguente per poi essere reintegrato in pianta stabile a partire dal 18 ottobre contro i North Carolina State Wolfpack. Egli rispose con 855 yard e 5 touchdown messi a referto complessivamente nelle 7 gare cui prese parte, chiudendo così la sua carriera collegiale con 156 ricezioni per 2.775 yard e 33 touchdown.
Vittorie e riconoscimenti
- First-team All-AAC (2014)
- First-team All-ACC (2013)
- First-team All-BIG East (2012)

Statistiche al college
| Partite  | Partite              | Partite | Ricezioni | Ricezioni | Ricezioni | Ricezioni | Ricezioni | Ricezioni |
| Stagione | Squadra              | P       | Ric       | Yard      | Media     | Max       | TD        | Y/P       |
| -------- | -------------------- | ------- | --------- | --------- | --------- | --------- | --------- | --------- |
| 2011     | Louisville Cardinals | 11      | 18        | 291       | 16,2      | 42        | 6         | 26,4      |
| 2012     | Louisville Cardinals | 13      | 40        | 744       | 18,6      | 75        | 10        | 57,2      |
| 2013     | Louisville Cardinals | 12      | 55        | 885       | 16,1      | 54        | 12        | 71,2      |
| 2014     | Louisville Cardinals | 7       | 43        | 855       | 19,9      | 71        | 5         | 122,1     |
| Totale   | Totale               | 43      | 156       | 2.775     | 17,7      | 75        | 33        | 64,5      |

Fonte: NCAA.org

## Carriera professionistica
| Altezza                     | Peso  | Lunghezza del braccio | Portata della mano | Corsa 40 yard | Split 10 yard | Split 20 yard | Salto verticale | Salto in lungo da fermo | Panca          |
| --------------------------- | ----- | --------------------- | ------------------ | ------------- | ------------- | ------------- | --------------- | ----------------------- | -------------- |
| 190 cm                      | 95 kg | 84 cm                 | 23 cm              | 4.45 s        | 1.51 s        | 2.61 s        | 93 cm           | 318 cm                  | 17 ripetizioni |
| Risultati della NFL Combine |       |                       |                    |               |               |               |                 |                         |                |

### Miami Dolphins
Parker era considerato uno dei migliori ricevitori selezionabili al Draft NFL 2015 e costantemente inserito tra i prospetti che avrebbero potuto essere selezionati durante il primo giro. Il 30 aprile fu selezionato dai Miami Dolphins come 14º assoluto. Sette giorni più tardi Parker siglò coi Dolphins il suo primo contratto da professionista, un quadriennale da 10,9 milioni di dollari di cui 6,2 garantiti alla firma. Debuttò come professionista subentrando nella gara del primo turno contro i Washington Redskins senza ricevere alcun passaggio. Segnò il primo touchdown da professionista nella settimana 12 contro i Jets e si ripeté sette giorni dopo nella vittoria sui Ravens. La sua stagione da rookie si concluse con 26 ricezioni per 494 yard e 3 touchdown in 14 presenze, 4 delle quali come titolare.
Nella sua seconda stagione, Parker disputò 15 partite, 8 delle quali come titolare, con 56 ricezioni per 744 yard e 4 touchdown.
Nel tredicesimo turno del 2019 Parker disputò la migliore gara stagionale ricevendo un record in carriera di 159 yard e 2 touchdown da Ryan Fitzpatrick nella vittoria a sorpresa sui Philadelphia Eagles. La sua stagione si chiuse al quinto posto della NFL con 1.202 yard ricevute e un nuovo primato personale di 9 touchdown (quarto nella lega).

### New England Patriots
Il 5 aprile 2022 i Dolphins scambiarono Parker con i New England Patriots insieme a una scelta del quinto giro del 2022, in cambio di una scelta del terzo giro del 2023. Nella terza settimana di campionato, dove i Patriots vennero sconfitti 37-26 contro i Baltimore Ravens, Parker totalizzó 5 ricezioni per 156 yard. Nella partita successiva, dove i Patriots furono sconfitti 27–24 ai tempi supplementari dai Green Bay Packers, Parker riuscì a segnare il suo primo touchdown da Patriot. Chiuse la stagione con 31 ricezioni per 539 yard e 3 touchdown in 13 partite.
Il 28 giugno 2023 Parker firmò l'estensione del suo contratto con i Patriots il quale era destinato a durare tre anni per un totale di 33 milioni di dollari.
Parker fu svincolato dai Patriots il 14 marzo 2024.

### Philadelphia Eagles
Il 14 marzo 2024, Parker firmò un contratto annuale con i Philadelphia Eagles.
Il 20 maggio 2024 Parker annunciò il suo ritiro dal football americano dopo aver giocato per nove stagioni.